# Наєсаково
Наєсаково (груз. ნაესაკოვო) — село в Грузії.
За даними перепису населення 2014 року в селі проживає 575 осіб.